# Hispano-Suiza 60/75 HP
La 60/75 HP è stata una vettura di fascia alta prodotta dal 1907 al 1908 dalla Casa automobilistica spagnola Hispano-Suiza.

## Profilo
La corsa al lusso da parte della Hispano-Suiza era ben tangibile in questo modello, equipaggiato da quello che fu il primo motore a 6 cilindri nella storia della Casa spagnola.
Tale motore era caratterizzato dalla struttura a tre blocchi bicilindrici e dalla cilindrata di 11.150 cm³, un valore elevato che consentiva l'erogazione di 75 CV, un livello che all'epoca era raggiunto da poche vetture, tra cui la Peugeot Type 105, dotata di motorizzazione analoga, e dalle Hotchkiss V e le Panhard & Levassor 65CV, queste ultime dotate di motore da 12 litri. Inoltre, tale motore era caratterizzato dalla presenza di un sistema di lubrificazione centralizzata a pressione. La velocità massima era di oltre 120 km/h, un valore che nei primi anni del XX secolo era appannaggio solo delle vetture più esclusive, appunto come la 60/75 HP.
Questa vettura fu prodotta solo in otto esemplari, dato il suo alto prezzo.